# De la guerre (film)
Pour le livre de Carl von Clausewitz, voir De la guerre.
Pour plus de détails, voir Fiche technique et Distribution.
De la guerre est un film français réalisé par Bertrand Bonello sorti le 1er octobre 2008.

## Synopsis
Bertrand, réalisateur, rencontre Charles, un homme mystérieux, qui l'emmène dans un manoir où vit un groupe de personnes semblant former une secte. Cette communauté dirigée par Uma vit en quête du bonheur et du plaisir ; cette quête, comme la guerre, nécessite organisation et stratégie.
Le titre du film fait référence au traité de stratégie militaire De la guerre de Carl von Clausewitz.

## Fiche technique
- Titre : De la guerre
- Réalisation : Bertrand Bonello
- Scénario : Bertrand Bonello
- Directrice de la photographie : Josée Deshaies
- Montage : Fabrice Rouaud
- Décors : Antoine Platteau
- Musique : Bertrand Bonello
- Chorégraphe : Bernardo Montet
- Production : Les Films du lendemain, My New Picture
- Pays d'origine :  France
- Format : couleur - Dolby
- Genre : drame
- Durée : 130 minutes
- Date de sortie : 1er octobre 2008

## Distribution
- Mathieu Amalric : Bertrand
- Asia Argento : Uma
- Guillaume Depardieu : Charles
- Clotilde Hesme : Louise
- Michel Piccoli : Le grand Hou
- Aurore Clément : La mère de Bertrand
- Elina Löwensohn : Rachel
- Laurent Lucas : Christophe
- Léa Seydoux : Marie
- Laurent Delbecque : Pierre
- Marcelo Novais Teles : Frédéric

## Production
Le tournage a lieu notamment à Paris et à Pantin.
Dernier film sorti du vivant de Guillaume Depardieu, qui meurt deux semaines plus tard, il totalise 11 331 entrées en France lors de son exploitation en salles.

## Distinctions
- Cutting the Edge Award lors du Festival international du film de Miami